# Henri Massé (iranologue)
Pour les articles homonymes, voir Henri Massé.
Henri Massé, né le 2 mars 1886 et mort le 9 novembre 1969, est un universitaire orientaliste français. Il fut d'abord professeur de littératures arabe et persane à la faculté des lettres d'Alger, puis professeur de persan à l'École nationale des langues orientales vivantes de Paris (1927-1958), établissement dont il fut l'administrateur de 1948 à 1958, et membre de l'Académie des inscriptions et belles-lettres. Son épouse est décédée le 6 août 1978 à 91 ans.
En 1959, il participe en tant que représentant du gouvernement français à la déséquestration de l'Institut français d'archéologie orientale, alors partiellement fermée en conséquence de la Crise de Suez[réf. souhaitée].
La bibliothèque de l’UFR d’Études arabes et hébraïques de Sorbonne Université porte son nom.

## Champ d'études
Henri Massé a consacré une partie importante de son travail à quatre grands noms de la littérature persane: Saadi (sur qui portera sa thèse de doctorat, en 1919), Djami, Firdousi et Gorgâni.

## Travaux (à compléter)

### Ouvrages (et articles tirés à part)
- Essai sur le poète Saadi, Suivi d'une bibliographie, Librairie orientaliste Paul Geuthner, 1919, 271+LXVII p. [lire en ligne (page consultée le 11 février 2023)]
- Djami - Le Béharistan (trad. du persan), Paris, Librairie orientaliste Paul Geuthner, 1925
- « Contes en persan populaire, recueillis et traduits par H. Massé », Journal Asiatique, janv.-mars 1925, vol. 206, p. 71-157 / Paris, Imprimerie nationale, 1925
- « L'Exposé des religions par Abou'l-Maâli » (traduit du persan), Revue de l'histoire des religions, Vol. 94,1926, p. 17-75 [lire en ligne (page consultée le 11 février 2023)] / Éditions Leroux, 1926
- L'Islam, Paris, Armand Colin, 1930, 5e édition revue,  A. Colin, 1948
- Firdousi et l'Épopée nationale, Paris, Éditions Perrin, 1935 (Prix Jules-Davaine de l’Académie française en 1936)
- Croyances et coutumes persanes suivies de contes et chansons populaires (2 vol.), G. P. Maisonneuve, 1938, 539 p. [présentation en ligne]
- Le Livre des merveilles du monde, introd. par Henri, Massé, Paris, Éditions du Chêne, 1944, 16 p. + 20 pl. Recueil de miniatures persanes tirées du manuscrit de la Bibliothèque Nationale de Paris (Supplément persan 332) intitulé 'Ağayib al-maḫlūqāt va ġarayib al-mawğūdāṭ ou ['Ağāyib-Nāma] de Muḥammad b. Maḥmūd b. Aḥmad Ṭūsī Salmānī (1388)
- Anthologie persane, XIe - XIXe siècles, Payot, coll. « PBP », 2004 [1957], 399 p. (ISBN 2-228-89923-2)
- Gorgâni, Le Roman de Wîs et Râmîn, trad. H. Massé, Paris, Les Belles Lettres, 1959, 481 p.
- Charles Pellat (Ed.) (H. Massé, trad.), 'Imâd ad-Dîn al-Isfahânî (519-597/1125-1201) Conquête de la Syrie et de la Palestine par Saladin (al-Fath al-qussî fî l-fath al-Qudsî), Paris, Paul Geuthner, 1972, xiv, 460 p. (ISBN 978-2-877-54667-6, présentation en ligne)Ouvrage posthume, publié sous la direction de Charles Pellat.

### Articles
- On trouvera sur la base Persée, la liste de vingt-quatre contributions de H. Massé, toutes accessibles en ligne. [lire en ligne (page consultée le 11 février 2023)]
- « L'imagerie populaire de l'Iran », Arts Asiatiques, vol. 7, no 3,‎ 1960, p. 163-178

### Mélanges offerts
- Mélanges d'orientalisme offerts à Henri Massé à l'occasion de son 75e anniversaire, Téhéran, Impr. de l'université, coll. « Publications de l'Université de Téhéran », 1963